# Xynobius bogianus
Xynobius bogianus är en stekelart som först beskrevs av Fischer 1995.  Xynobius bogianus ingår i släktet Xynobius och familjen bracksteklar. Inga underarter finns listade i Catalogue of Life.